# Excremento

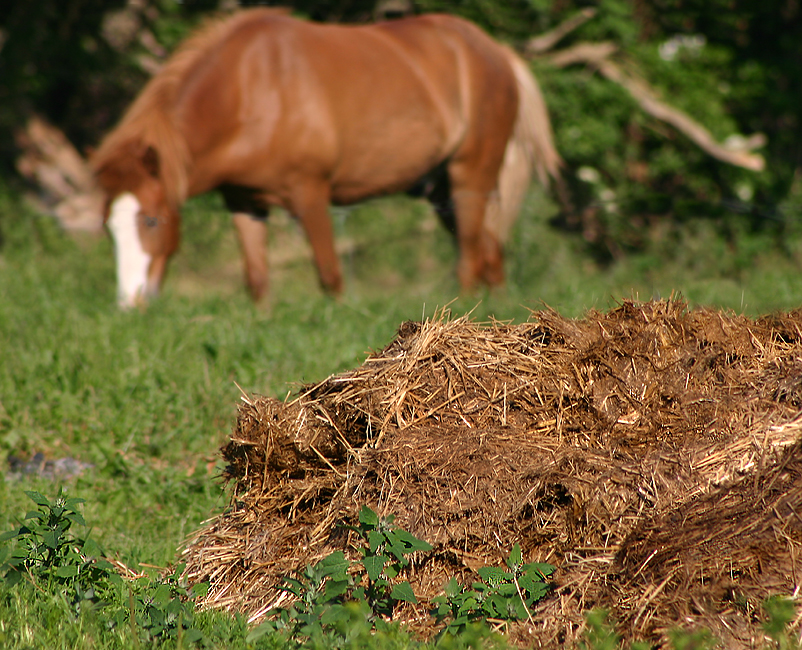
Heces mezcladas con paja.

El excremento, también denominado hez, deposición, materia fecal, pupú, popó o caca, es el conjunto de los desperdicios sólidos o líquidos que constituyen el producto final del proceso de la digestión. Están formados por los restos de los alimentos que no son absorbidos por el aparato digestivo, tales como fibras y otros componentes que no son útiles para el ser en cuestión. Asimismo, en su composición hay células del epitelio intestinal que se descaman durante el proceso de absorción de los nutrientes, microorganismos y otras sustancias que pueden atravesar el epitelio intestinal. El quimo del tracto digestivo se convierte en materia fecal una vez que pasó por ambos intestinos; a lo largo del intestino grueso, se reabsorben agua y nutrientes.

## Excrementos humanos

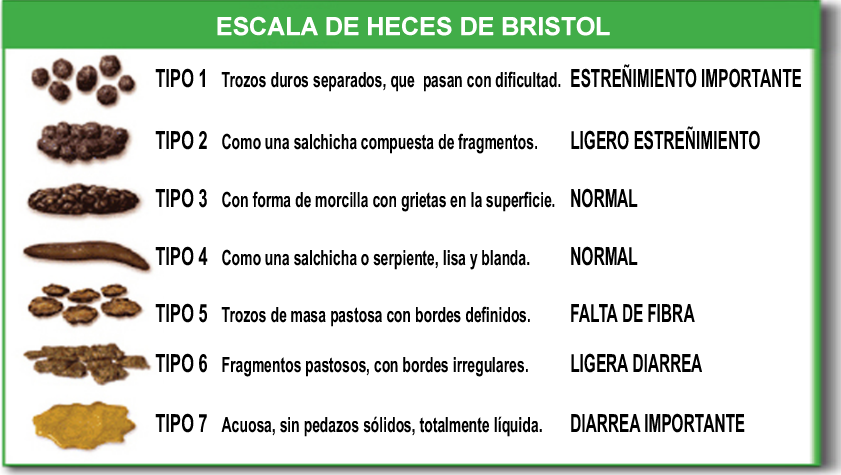
La escala de Bristol sirve para clasificar las heces según su apariencia y consistencia.

### Apariencia y consistencia
La apariencia y la consistencia de la heces representan un importante papel en el enfoque clínico del paciente con trastornos gastrointestinales. La descripción hecha por el propio paciente de sus heces, así como los cambios en su consistencia, es fundamental a la hora de valorar la posible presencia de alteraciones como la diarrea o el estreñimiento. Con tal fin, se han propuesto algunas escalas visuales descriptivas. La más ampliamente utilizada es la escala de Bristol, que incluye una clasificación dividida en siete patrones, con ilustraciones.
Las «heces ideales» son pardas, se hunden y tienen aspecto de morcilla con grietas en la superficie (tipo 3 de la escala de Bristol) o bien de salchicha o serpiente, lisa y blanda (tipo 4 de la escala de Bristol). Las heces duras se producen cuando existe estreñimiento. Las heces pastosas, blandas o líquidas son heces diarreicas.

#### Heces flotantes
Cuando las heces flotan, casi siempre es debido a una absorción deficiente de los nutrientes de los alimentos (malabsorción) o a un exceso de gases (meteorismo). También puede suceder cuando se produce una infección gastrointestinal.
Las principales causas de malabsorción son la celiaquía, la atresia biliar, ciertos medicamentos (colestiramina, tetraciclina, algunos antiácidos, algunos medicamentos empleados para tratar la obesidad (colchicina, acarbosa, fenitoína), ciertos tipos de cáncer (linfoma, cáncer de páncreas, gastrinoma), ciertos tipos de cirugía (gastrectomía con gastroyeyunostomía, tratamientos quirúrgicos para la obesidad, extirpación parcial o completa del íleon), colestasis, hepatitis crónica, intolerancia a la proteína de la leche de vaca, enfermedad de Crohn, daño por tratamientos de radiación, infección parasitaria, enfermedad de Whipple y sida.

### Olor
El olor característico de las heces proviene de la desaminación descarboxilación del triptófano por las bacterias.

#### Heces fétidas
Las heces que tienen mal olor, flotantes y grasosas, pueden deberse a malabsorción grave, especialmente si se acompaña de pérdida de peso, lo que significa que el organismo no está absorbiendo los nutrientes de manera apropiada. Las heces que tienen un olor muy desagradable y anormal pueden deberse a ciertas afecciones y, en ocasiones, a cambios en la alimentación.
Las causas principales del olor fétido en las heces son la enfermedad celíaca, la enfermedad de Crohn, la pancreatitis crónica, la fibrosis quística, ciertas infecciones intestinales, enfermedades que causan malabsorción y el síndrome del intestino corto.

### Color
El color normal de las heces es pardo, de diferente intensidad. Se debe a la presencia de estercobilina y varía de acuerdo a la ingestión de alimentos y medicamentos. Asimismo, algunas afecciones pueden modificar su color.

#### Alteraciones en el color de las heces
Estas son algunas de las posibles variaciones en el color de las heces y sus causas:

##### Pálidas o de color arcilla
Las heces pálidas o de color arcilla pueden estar causadas por problemas en el sistema biliar, que incluye el sistema de drenaje de la vesícula biliar, el hígado y el páncreas.

##### Negras o rojas
Pueden ser debidas a la ingestión de determinadas sustancias o a la presencia de sangre, que puede provenir de cualquier parte del tubo digestivo, desde la boca hasta el ano.
La ingestión de regaliz negro, arándanos, plomo, medicamentos que contienen hierro o bismuto, carbón vegetal o el consumo reciente de espinacas, pueden ocasionar heces negras.
Algunas veces, las remolachas y los tomates pueden hacer que las heces aparezcan de color rojizo.
Cuando las heces negras o rojas son debidas a la presencia de sangre, el color exacto puede ayudar a localizar el sitio del sangrado. El color negro suele indicar que la sangre proviene de la parte superior del tracto gastrointestinal (esófago, estómago o primera parte del intestino delgado). Después de haber estado expuesta a los jugos digestivos a medida que pasa a través de los intestinos, la sangre adopta una apariencia típica de alquitrán, que también se denomina “melenas”.
Las heces de color rojo amarronado o rojo vivo, habitualmente sugieren que la sangre proviene de la parte inferior del tubo digestivo (intestino grueso, recto o ano). Sin embargo, en ocasiones un sangrado masivo o rápido en el estómago provoca heces de color rojo brillante.
Las señales de hemorragia en el tracto digestivo dependen de la zona y gravedad del sangrado, que puede estar causado por diversas afecciones. En el tracto digestivo superior, puede ser debido a úlceras pépticas, varices esofágicas, desgarro de Mallory-Weiss, gastritis, esofagitis o tumores benignos y cáncer, entre otras. En el tracto digestivo inferior, algunas de las posibles causas de hemorragia incluyen enfermedad diverticular, colitis, hemorroides o fisuras, angiodisplasia y pólipos o cáncer.

##### Verdes
La ingestión de clorofila, presente en plantas verdes, alimentos vegetales, algunos cosméticos y suplementos naturales, puede tornar las heces de color verde.

##### Grisáceas
Las heces de color grisáceo y deshechas suelen indicar estrechamiento de los conducto biliares o malabsorción de lípidos. Heces grises y muy deshechas, con cierta acumulación de grasa, pueden ser debidas a enfermedad del páncreas.

### Las heces del bebé
Las heces del bebé durante los dos primeros días son de color verde muy oscuro o negro, y alquitranadas (pegajosas y blandas). Estas deposiciones reciben el nombre de meconio. Amamantar con frecuencia durante estos dos primeros días ayuda a eliminar estas deposiciones pegajosas de los intestinos del bebé. La acción laxante del calostro (sustancia que sale del pecho de la madre al comienzo de la lactancia, antes de la leche propiamente dicha) contribuye a la expulsión del meconio, lo que permite eliminar la bilirrubina y evitar la ictericia (caracterizada por color amarillento de la piel).
Una vez que el bebé ha evacuado lo suficiente para deshacerse del meconio alquitranado, se consideran aceptables todos los distintos tonos de amarillo, café e incluso verde.
En un bebé alimentado con leche materna, las heces se vuelven luego de color amarillo mostaza y como con semillas. Esto es normal y no es un signo de diarrea.
En los bebés que se alimentan con leche de fórmula, las deposiciones adoptan un color amarillo marrón con manchas verdes.
No es raro observar una paleta cambiante de colores. No obstante, sobre todo un tiempo después de que el bebé empiece a comer alimentos sólidos y pase resfriados, ambas situaciones pueden añadir nuevos tonos y sustancias a la mezcla.
Las heces normales del bebé son blandas y sueltas. Durante el primer mes de vida, el bebé puede defecar después de cada comida. Cambios en las deposiciones, tales como más heces de un momento a otro (posiblemente, más de una defecación por comida; o en otros momentos, además de después de las comidas) y heces muy líquidas y blandas, pueden ser un indicativo de la presencia de diarrea. Esto supone un peligro de deshidratación para el bebé, la cual puede manifestarse mediante sequedad de boca y disminución notable en la cantidad de orina (menos de seis pañales húmedos en 24 horas).

#### Alteraciones anormales en el color
Hay algunos colores de las heces del bebé que hacen necesario consultar con el pediatra:

##### Rojas
El color rojo puede significar sangre, especialmente durante la etapa de recién nacido, en la que el bebé no come ni bebe nada de color rojo que pueda confundirse con sangre cuando defeque. Es posible que los bebés traguen algo de sangre durante el parto y que esta aparezca poco después, ya sea porque la regurgite o se elimine a través de las heces; sin embargo, cualquier cantidad de deposiciones con sangre se debe evaluar, debido a que también puede ser indicio de un problema.

##### Negras
En ocasiones, las heces de color negro representan sangre vieja, puesto que se sabe que la sangre pasa del rojo al negro después de un tiempo en el tracto intestinal. Esta alerta sobre el color negro no se aplica a las primeras evacuaciones de meconio (negras y de aspecto alquitranado).

##### Blancas
Las heces de color blanco son bastante raras y hacen necesaria una consulta tan pronto como sea posible, ya que pueden ser debidas a un problema subyacente del hígado.

### Análisis de heces
Las heces se pueden analizar para determinar la presencia de bacterias y/o parásitos en el tubo digestivo. En el intestino humano viven numerosos microorganismos, necesarios para el proceso digestivo, pero en ocasiones se infecta con bacterias o parásitos nocivos que pueden provocar diversos trastornos. En tales casos, probablemente será necesario examinar las heces al microscopio, cultivarlas y hacer otras pruebas para ayudar a esclarecer la causa del problema. Otros estudios en heces (como la presencia de sangre oculta, calprotectina fecal o el aumento en el contenido de grasa) son útiles para evaluar la presencia de diversos trastornos.
El análisis de materia fecal más común es el llamado parasitológico, que resulta indispensables para el diagnóstico de muchos trastornos tanto gastrointestinales como de otros tipos. La interpretación de los resultados toma en cuenta, entre otros datos, la edad del paciente. Esto debido a que en los niños el excremento tiene color y solidez diferentes a los de la materia fecal adulta.

## Los excrementos y el medio ambiente
De acuerdo con diferentes estudios y caracterizaciones de los excrementos humanos húmedos es de aproximadamente 80 a 270 gramos por persona por día. La cantidad de orina es de 1 a 1.3 kg por persona por día. Por otra parte el 20 % de la materia fecal húmeda y el 5 % de la orina es material orgánico putrescible. Por lo tanto el agua residual doméstica cruda es putrescible, olorosa, ofensiva y un riesgo para la salud, al ser capaz de provocar una contaminación biológica.
Si se arrojan aguas residuales a crudas a un río o cuerpo de agua, en exceso de la capacidad de asimilación de contaminantes del agua receptora, este se verá disminuido en su calidad y aptitud para usos benéficos del ser humano. El objetivo básico del tratamiento de aguas es el de proteger la salud y promover el bienestar de los individuos miembros de la sociedad.